# George Hopkins (padalec)
George Hopkins, ameriški padalec, kaskader in imetnik več rekordov. Opravil je 2347 skokov, skočil je z rekorne višine ok. 8047 metrov  Bil je prvi človek, ki je s padalom skočil na vrh Hudičevega stolpa, njegova reševalna akcija pa je doživela širok odmev v javnosti.

## Skok na Hudičev stolp
Osvojitev vrha Hudičevega stolpa je bil vedno podvig. George je stavil za 50 $ z Earlom Brockelsbyjem, da je zmožen pristati na vrhu. 1. oktobra 1941 je zjutraj s pilotom Joejem Quinnom brez vednosti uprave narodnega parka poletel iz mesta Rapid City ter uspešno doskočil na vrh. Toda 305-metrska vrv, ki mu jo je zatem odvrgel Quinn in po kateri naj bi se Hopkins spustil z vrha, je pristala preveč ob robu in se zapletla v grmovje. Pilot Clyde Ice mu je popoldne dostavil novo vrv, a se je le-ta v zraku zapletla, zaradi skorajšnje noči pa je Hopkins ni mogel razplesti. Ice se je vrnil ter mu odvrgel hrano, obleko in nepromočljivo ponjavo, saj se je obetal hlad in dež. Drugi dan je Hopkins sporočil, da želi z vrha skočiti s padalom, a je uprava narodnega parka to zavrnila in poslala po Ernesta K. Fielda in plezalskega vodnika Warrena Gorrella, ki naj bi organizirala plezalno reševalno akcijo, Hopkinsu pa je Ice odvrgel tople obleke in hrano. Field in Gorrell sta prišla 3. oktobra, vendar nista bila uspešna. Istega dne je Jack Durrance, ki je osamelec preplezal leta 1938, poslal telegram, v katerem je ponudil svojo pomoč. Uprava parka jo je sperjela, a zaradi nezgodnega vremena je Durrance prispel šele 5. oktobra zvečer. Dotlej se je zaradi poročanja Timesa in Newsweeka pod osamelcem zbalo že veliko radovednožev, Hopkins pa je vseskozi zahteval, naj mu vržejo padalo. Reševalna akcija je stekla 6. oktobra ob 7.30. Poleg Durrancea so navezo sestavljali še plezalci Paul Petzoldt in Rapp na isti vrvi, Field, Gorrell in Chappell Cranmer na drugi ter Merril McLane in Henry Coulter na tretji. Zaradi zahtevnega pristopa so za prvih deset metrov potrebovali 1 uro; na vrh so dosegli ob 16.00. Ob 16.45 se je pričel spust (Petzoldt in Rapp sta bila zadnja in sta odstranila plezalno opremo), ki se je končal ob 21.30 .         